# أينالويي (مقاطعة اشتهارد)
أينالويي (بالإنجليزية: Mazraeh-ye Inanluyi Ighmorlu)‏ هي مستوطنة تقع في مقاطعة إشتهارد في إيران. يقدر عدد سكانها بـ 43 نسمة .